# Гремјачинск
Гремјачинск (рус. Гремячинск) град је у Русији у Пермском крају. Према попису становништва из 2010. у граду је живело 10752 становника.

## Становништво
| 1959.  | 1970.  | 1979.  | 1989.  | 2002.  | 2010.  |
| ------ | ------ | ------ | ------ | ------ | ------ |
| 38.014 | 29.975 | 21.578 | 20.977 | 13.237 | 10.752 |